# São José do Barreiro (ort)
São José do Barreiro är en ort i Brasilien.   Den ligger i kommunen São José do Barreiro och delstaten São Paulo, i den sydöstra delen av landet, 800 km söder om huvudstaden Brasília. São José do Barreiro ligger 518 meter över havet och antalet invånare är 4 097.
Terrängen runt São José do Barreiro är varierad. Närmaste större samhälle är Itatiaia, 16,6 km norr om São José do Barreiro.
Omgivningarna runt São José do Barreiro är huvudsakligen savann. Runt São José do Barreiro är det mycket glesbefolkat, med 7 invånare per kvadratkilometer.